# Agent 007 ser rött
Agent 007 ser rött (originaltitel: From Russia with Love) från 1963 är den andra filmen om den hemlige MI6-agenten James Bond producerad av EON Productions. Filmen var den andra med Sean Connery i huvudrollen och den andra Bondfilmen som regisserades av Terence Young. Handlingen utspelar sig i bland annat Istanbul, och kretsar kring kodmaskinen Lektor som organisationen S.P.E.C.T.R.E. använder för att locka fram James Bond så att de kan döda honom.
Schackpartiet som Kronsteen spelar i början av filmen och som han vinner på ett spektakulärt sätt bygger på ett riktigt parti som spelades mellan Boris Spasskij och David Bronstein i Leningrad 1960.

## Titeln
Den andra Bondfilmen Agent 007 ser rött bygger på Flemings roman Kamrat Mördare som gavs ut året innan Döden på Jamaica, boken bakom den första filmen Agent 007 med rätt att döda. För att följa mönstret från Agent 007 med rätt att döda gavs filmen en titel som syftade på Ryssland och kommunismens röda färg. Den engelska titeln är From Russia with Love (på svenska: "Från Ryssland med kärlek").

## Handling
När brittiska MI6 får höra att en Enigma-liknande omkodningsmaskin finns att få tag på från ryssarna blir deras bäste agent ivägskickad att ta den innan S.P.E.C.T.R.E. hinner ta tillbaka den från den vackra ryskan Tatyana Romanova, som i tron att hon hjälper sitt land, ska ge maskinen till James Bond. Vad varken Bond, Romanova eller MI6 vet är att maskinen i själva verket är ett lockbete som det i Sovjet ledda brottssyndikatet S.P.E.C.T.R.E. har lagt ut. De vill ha hämnd för vad Bond och MI6 gjorde mot deras medarbetare Doktor Julius No sex månader tidigare.

## Rollista

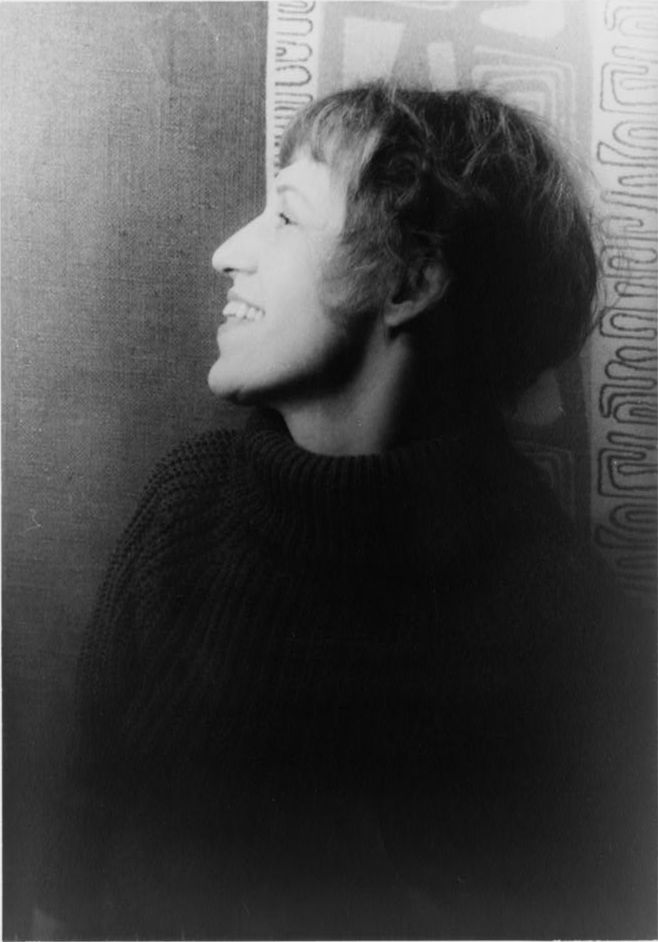
Lotte Lenya spelar skurken Rosa Klebb

| Sean Connery                            | – James Bond                                                  |
| Daniela Bianchi                         | – Tatiana Romanova                                            |
| Pedro Armendáriz                        | – Ali Kerim Bey                                               |
| Lotte Lenya                             | – Rosa Klebb                                                  |
| Robert Shaw                             | – Donald "Red" Grant                                          |
| Bernard Lee                             | – M                                                           |
| Eunice Gayson                           | – Sylvia Trench                                               |
| Walter Gotell                           | – Morzeny                                                     |
| Francis de Wolff                        | – Vavra                                                       |
| Lois Maxwell                            | – Miss Moneypenny                                             |
| Desmond Llewelyn                        | – Major Boothroyd                                             |
| Aliza Gur                               | – Vida                                                        |
| Martine Beswick                         | – Zora                                                        |
| Vladek Sheybal                          | – Kronsteen                                                   |
| Anthony Dawson och Eric Pohlmann (röst) | – Ernst Stavro Blofeld (skrivet i eftertexterna som Number 1) |

## Produktion

### Förproduktion
Filmen valdes som den första uppföljaren till Agent 007 med rätt att döda delvis eftersom det var en av John F. Kennedys favoritböcker.

### Filminspelningen
Inspelningen gjordes på flera platser, främst Istanbul. Flera scener spelades som vanligt för Bondfilmerna in på Pinewood studios utanför London, England.

### Bilar och prylar
- Personsökare och automobiltelefon i Bonds Bentley.
- Portfölj — Tekniskt sett James Bonds första pryl. Väskan som utfärdas till 007 av Q-Branch i början av filmen innehåller ett hopfällbart AR-7 krypskyttegevär med ammunition, en platt kastkniv och femtio engelska guldmynt i hemliga utrymmen. Dessutom har portföljen en säkerhetsmekanism som detonerar en magnetiskt fastsatt tårgasbomb om väskan öppnas på ett inkorrekt sätt.
- En apparat för att upptäcka avlyssningsapparatur.
- En bandspelare dold i en kamera.

## Efterproduktion
Filmen klipptes av Peter Hunt, som senare skulle komma att regissera Bondfilmen I hennes majestäts hemliga tjänst (1969).
Förtexterna till filmen filmades av Maurice Binder.

## Musik

### Sånger
Titelmelodin skrevs av Lionel Bart och sjöngs av Matt Monro.

### Soundtrack
Musiken skrevs av John Barry som skulle komma att bli den mest produktive av alla Bondkompositörer.
1. "Opening Titles: James Bond Is Back/James Bond Theme"
2. "Tania Meets Klebb"
3. "Meeting in St. Sophia"
4. "The Golden Horn" *
5. "Girl Trouble"
6. "Bond Meets Tania"
7. "007"
8. "Gypsy Camp"
9. "Death of Grant"
10. "From Russia with Love" – Matt Monro
11. "Spectre Island"
12. "Guitar Lament" *
13. "Man Overboard/SMERSH in Action"
14. "James Bond with Bongos"
15. "Stalking"
16. "Leila Dances" *
17. "Death of Kerim"
18. "007 Takes the Lektor"

* Figurerar inte i filmen.

## Mottagande
På Rotten Tomatoes har filmen 96 % positiva betyg, det näst högsta i Bond-franchisen efter Agent 007 med rätt att döda med 98 %. Bonds slagsmål med agenten Grant ombord på Orientexpressen har också lyfts fram som en av filmseriens höjdpunkter.